# Убайдулла-хан III
Убайдулла-хан III (1748 или 1735, Бухара или Бухарское ханство — 1753, Бухара или Бухарское ханство) — 11-й правитель Бухарского ханства в 1751—1753 годах.

## Биография
Происходил из династии Аштарханидов. Сын Абулфейз-хана. Родился в 1748 году в Бухаре. После свержения брата Абдулмумин-хана стал новым правителем Бухары, несмотря на то, что фактически руководителем остался аталик Мухаммад-Рахим-бий.
В 1752 году Убайдулла-хан III отправил войско во главе с визирем беги-ханом для покорения Балха. После незначительных боев афганцы завоевали Меймене, Андхой, Шибарган, Балх, Бадахшан и Бамиан. В дальнейшем Бухарское ханство окончательно потеряло эти земли, ставшие частью Афганистана.
Убайдулла-хан III умер приблизительно в 1753 году.